# Le Crime du Bouif (pièce de théâtre)
Pour les articles homonymes, voir Le Crime du Bouif.

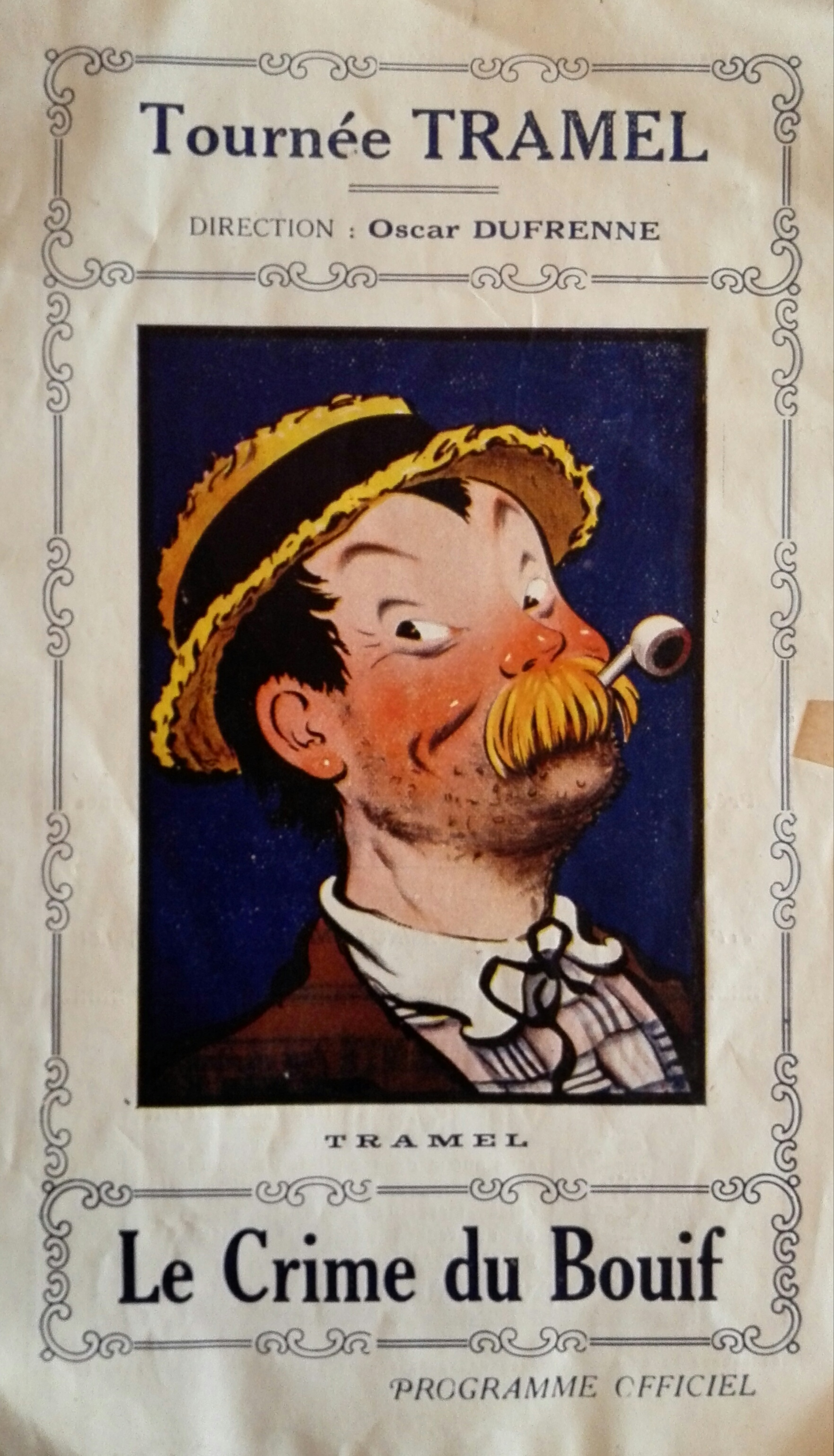
Illustration du personnage Tramel créé par Antoine Félicien Martel

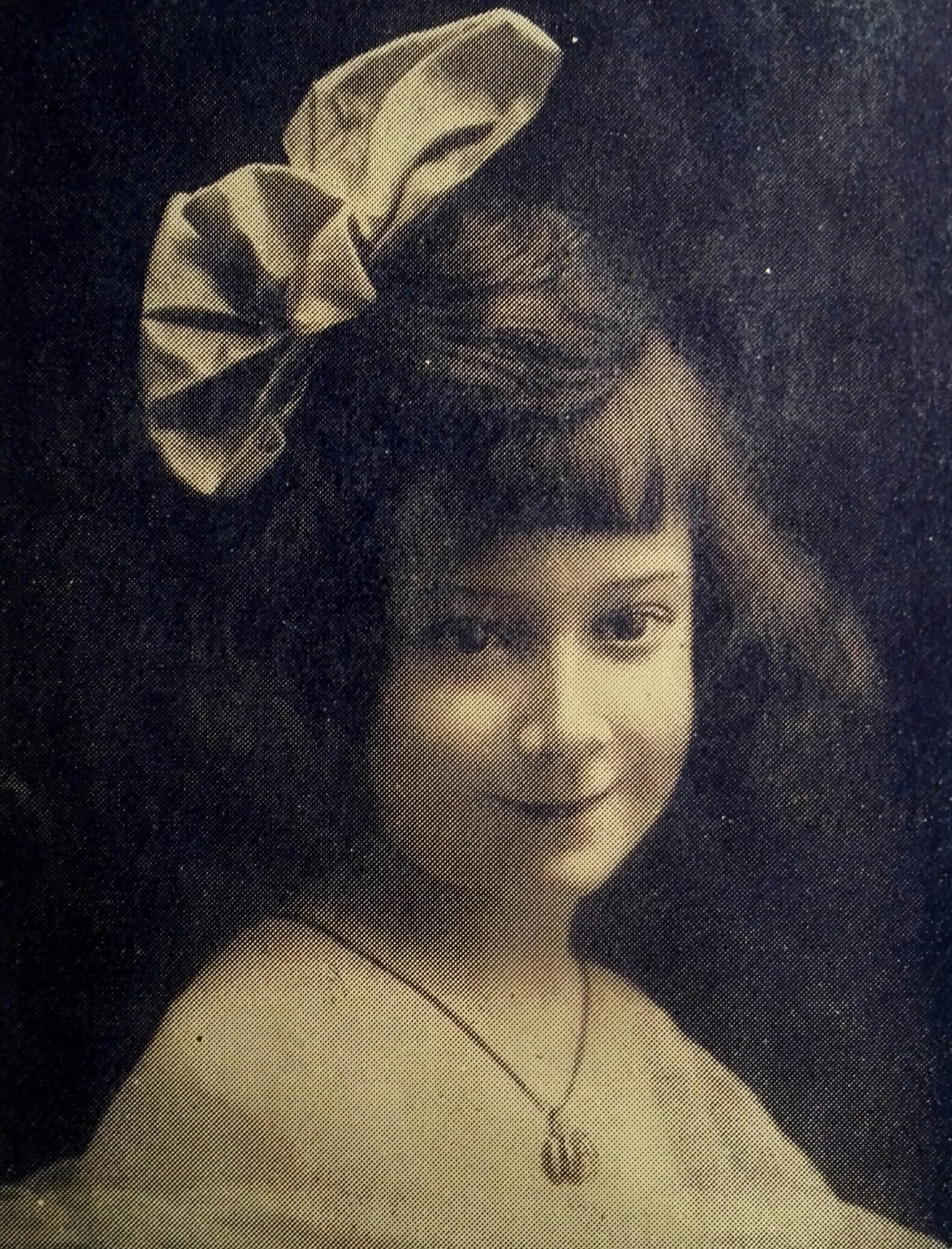
Mad Lopès (photographie officielle, 1924-1926)

Le Crime du Bouif est une pièce de théâtre en 3 actes écrite par Georges de La Fouchardière et créée en février 1921 avec André Mouëzy-Éon.
Comédie policière fantaisiste, elle est adaptée au cinéma par Henri Pouctal la même année puis à deux reprises, en 1933 par André Berthomieu et en 1952 par André Cerf.
Elle est tirée de l'importante série du Bouif.
Comme c'est le cas pour de nombreuses pièces à succès à l'époque, Le Crime du Bouif est représentée par plusieurs tournées différentes.
Au côté de celles de Dranem ou de celle d'Édouard Rasimi du Casino de Lyon, la Tournée Tramel est considérée comme la plus importante puisqu'elle sera celle qui sera choisie par Henri Pouctal pour une adaptation cinématographique l'année même de la création de la pièce,,.
Cette tournée jouera la pièce plus de 700 fois, plusieurs années après sa création, sous la direction d'Oscar Dufrenne,.

## Argument
Le cadavre d'un homme écorché et décapité est découvert perché dans un arbre, près d'un champ de course parisien...

## Déroulement
- 1er tableau : Chez l'entraineur Hexam - Le Crime.
- 2e tableau : La Mairie de Maisons-Laffitte - L'Enquête.
- 3e tableau : Les Tomates de Mme Bicard.
- 4e tableau : Les Courses d'Auteuil.
- 5e tableau : Chez le juge d'instruction.
- 6e tableau : Au Grand Quotidien.
- 7e tableau : À l'abbaye de Thélème.
- 8e tableau : Chez Golden Meyer.
- 9e tableau : La Justice du Bouif.

## Distribution (tournée Tramel 1924-1926)

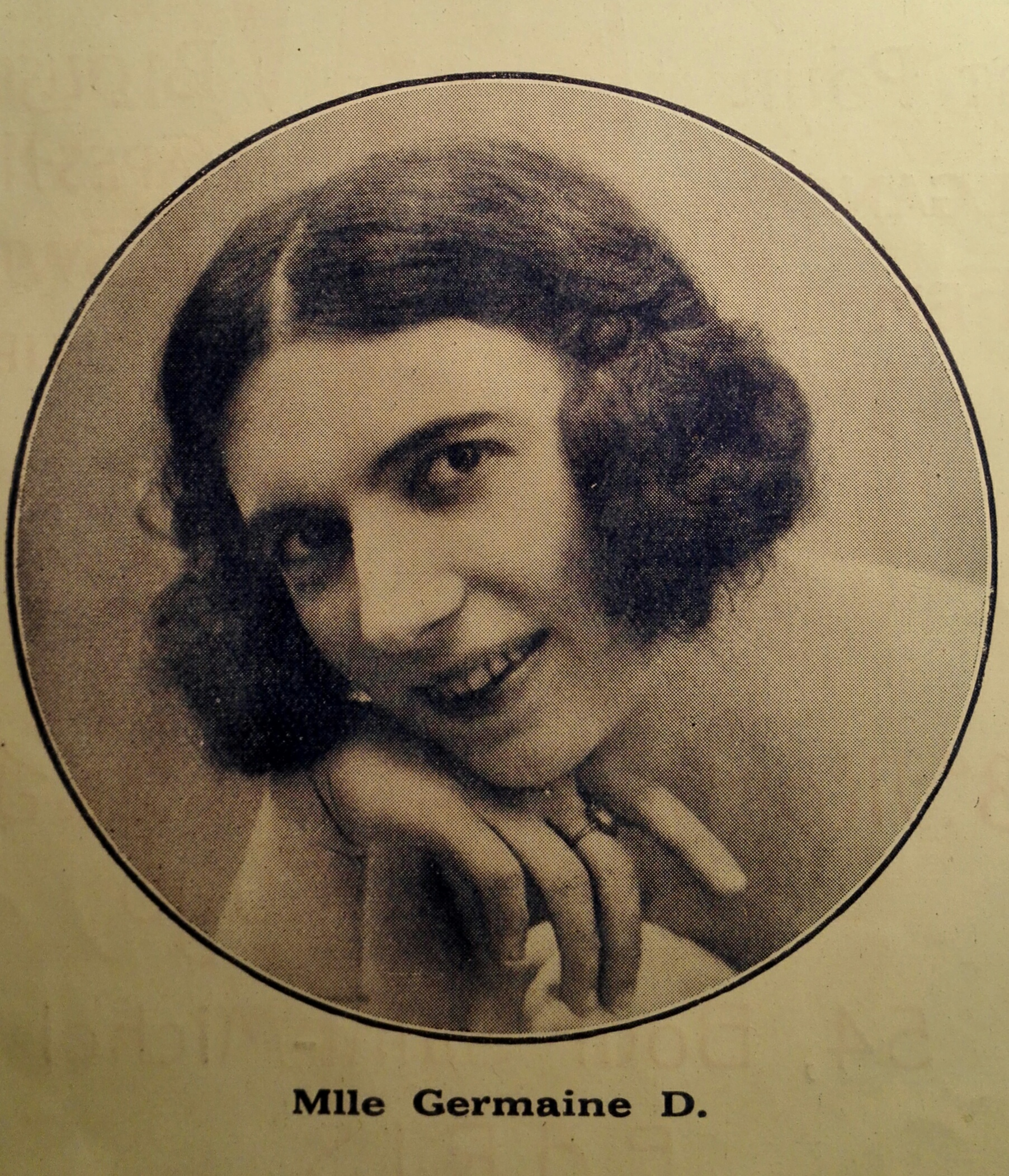
Germaine Dermoz.

- Félicien Tramel : Alfred Bicard, Le Bouif
- Jules-Alexandre Montbars : le docteur Boudon
- Romès : Lafrite
- Paul Marthès : Chennevert
- Robert Creuzé : Hexam
- Ricard : Golden Meyer
- Dorel : le comte de Lestrivière
- Milly Mathis : Wilson
- Dalcier : le 1er agent
- Delpierre : le 2e agent
- Maud Hexal
- Gisèle Kellys : Estelle
- Bréhy : Mme Bicard
- Germaine Dermoz : Gaby
- Diana : la femme de ménage
- Varnel : le bidasse
- Ryssor : le brigadier
- Louis Dubus : l'avocat
- Mad Lopès : Jacqueline

## Reprises
- 1941 : mise en scène de Robert Ancelin au Théâtre de la Porte-Saint-Martin avec Serjius, Rivers Cadet, Betty Hoop[7]